# フリッツ・シュトラスマン

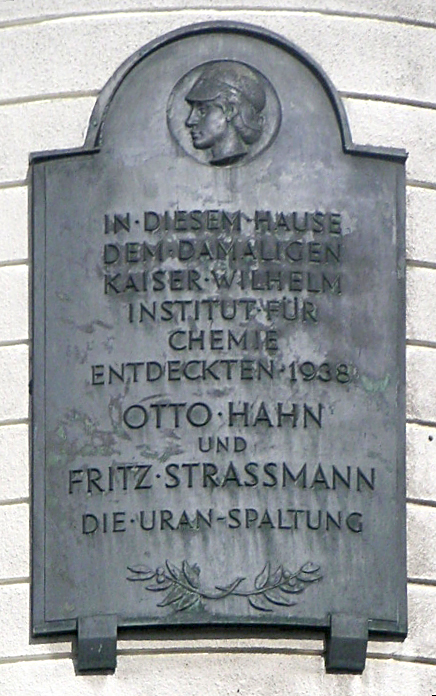
オットー・ハーンとシュトラスマンの碑

フリードリヒ・ヴィルヘルム・"フリッツ"・シュトラスマン（Friedrich Wilhelm "Fritz" Strassmann、ドイツ語ではStraßmann、1902年2月22日 - 1980年4月22日）は、ドイツボッパルト出身の化学者、物理学者。1938年に同国の化学者、物理学者であるオットー・ハーンと共にウランの原子核分裂を発見したことで名高い。また、ハーンやオーストリアの物理学者であるリーゼ・マイトナーと共にウラン239、プロトアクチニウム233を発見した。

## 生涯

ウラン235に中性子が衝突させられると、ウランはバリウム141とクリプトン92へ原子核分裂し、1個から3個の熱中性子を放出する。

1902年2月22日、現ドイツラインラント＝プファルツ州ボッパルトにて生まれる。
1920年、ハノーファー大学に入学し、化学を学ぶ。
1929年にPh.D.（学位）を取得し、ベルリンにあるカイザー・ヴィルヘルム研究所（現:マックス・プランク研究所）の化学部に属してハーンの助手となり、放射能の研究を始めた。
1934年、マイトナーは、ウランに中性子を当てることでウランより原子量の大きい原子（超ウラン原子）を生み出せるという、イタリア出身の物理学者であるエンリコ・フェルミの論文を読み、興味を持った。しかしフェルミの実験結果を確かめるには物理学だけではなく化学からのアプローチが必要だと考えたマイトナーは、ハーンに共同研究を持ちかけた。数週間後にハーンは了解し、マイトナー、ハーン、そして研究所の助手を務めていたシュトラスマンの3人による共同研究が始まった。
1936年、ウラン238に高速中性子を当ててウラン239を発見。
1938年に、シュトラスマンとハーンは論文を『en:Naturwissenschaften』に投稿した。論文の内容はウランを中性子で照射した時に生成物質の中に放射性のバリウムを発見したという実験結果を述べたものだが、シュトラスマンとハーンは何故バリウムが生じたか説明できず、マイトナーに手紙で相談した。その後、マイトナーと彼女の甥であり、物理学者のオットー・ロベルト・フリッシュと共に仮にウランの原子核が2つに分裂することがあるのならばシュトラスマンとハーンの実験結果の現象が説明でき、その時にエネルギーが生み出されることが原子核分裂であると解釈した。詰まるところ、このようにマイトナーやフリッシュの助けを借りて、ウラン235に衝撃を与えて分裂（原子核分裂）させたという結論に達したと言える。また同年、シュトラスマンとハーンはトリウム233のβ崩壊より生まれるプロトアクチニウム233を発見した。
1944年、ハーンが原子核分裂の発見をしたとしてノーベル化学賞を受賞するが、一部の歴史家はシュトラスマンもハーンと共にノーベル賞を受賞されるべきであったと発表している。
1946年、ヨハネス・グーテンベルク大学マインツにて無機化学の教授として務めた。
1966年にエンリコ・フェルミ賞を受賞した。
1980年4月22日、マインツで亡くなる。